# Hipocreàcies
Els Hypocreaceae són una família de fongs. Les espècies d'aquesta família normalment tenen colors brillants dels seus ascocarps. típicament de color groc, taronja o vermell. Giuseppe De Notaris proposà aquesta família el 1844. Té uns 22 gèneres i 454 espècies.

## Gèneres
- Aphysiostroma
- Cladobotryum
- Gliocladium
- Hypocrea
- Hypocreopsis
- Hypomyces
- Mycogone
- Nectria
- Podostroma
- Protocrea
- Rogersonia
- Sarawakus
- Sepedonium
- Sphaerostilbella
- Sporophagomyces
- Stephanoma
- Trichoderma